# Wave (альбом Антониу Карлоса Жобина)
Wave — студийный альбом бразильского музыканта Антониу Карлоса Жобина, выпущенный в 1967 году на лейбле A&M Records. Продюсировал запись Крид Тейлор, аранжировки подготовил Клауса Огермана.
Альбом получил признание критиков, а заглавная песня стала популярным джазовым стандартом. Он достиг 114-го места в чарте Billboard Top LP’s, а также 5-го места в джазовом чарте.

## Об альбоме
Это была первая запись на CTI Records (дочерняя компания A&M Records), новом лейбле продюсера Крида Тейлора, с которым Жобин уже сотрудничал в прошлом. Альбом был записан в США при участии аранжировщика Клауса Огермана и именитых джазовых музыкантов, в том числе тромбонистов Урби Грина и Джимми Кливленда, флейтиста Джерома Ричардсона и басиста Рона Картера; Жобина играет на фортепиано и гитаре.
Фотограф Пит Тёрнер создал психоделическую соляризованную обложку с изображением скачущего жирафа. Крид Тейлор хотел избежать очевидности в обложке, поэтому Тёрнер предложил такую альтернативу. Диск-жокеи по всей стране стали называть пластинку «жирафовый альбом». При переиздании красный цвет обложки заменили на зелёный.

## Отзывы критиков
| Оценки критиков                            | Оценки критиков |
| Источник                                   | Оценка          |
| ------------------------------------------ | --------------- |
| AllMusic                                   | [ 4 ]           |
| Encyclopedia of Popular Music              | [ 5 ]           |
| MusicHound Jazz: The Essential Album Guide | [ 6 ]           |
| The New Rolling Stone Album Guide          | [ 7 ]           |
| The Rolling Stone Jazz & Blues Album Guide | [ 8 ]           |
| Tiny Mix Tapes                             | [ 9 ]           |

В журнале Cash Box написали: «Антониу Карлос Жобин играет на фортепиано, гитаре и клавесине в альбоме бразильских джазовых мелодий. Подход Жобина к своему материалу изобретателен и в высшей степени разнообразен. Диск должен очаровать поклонников джаза». Рецензент журнала Record World отметил, что мелодии альбома, мягкие, как волны.
В AllMusic присудили альбому пять звёзд, а критик Ричард С. Джинелл заявил, что это потрясающе соблазнительная пластинка, возможно, лучшая у Жобина. Он также отметил, что альбом заслуживает внимания благодаря своим абсолютно первоклассным мелодиям — фактически миниатюрным стихотворениям, — которые избежали переэкспонирования и поэтому звучат свежо сегодня, и пожелал, чтобы этот альбом был длиннее. Альбом также получил отметку Album Pick, которая присваивается наиболее репрезентативному во всём творчестве исполнителя. Рецензент Tiny Mix Tapes отметил, что все песни в альбоме стилистически схожи, но создают общее настроение, которое может или должно сохраняться гораздо дольше, чем здесь, и написал: «Возьмите любую из этих комбинаций, и вы получите то, что может стать одним из самых спокойных музыкальных впечатлений в истории. В частности, с Wave вы обнаружите, что повторное прослушивание станет неизбежным». Уильям Гримм из All About Jazz написал, что это — «шедевральный» и важный альбом одного из самых важных композиторов XX века: «Утонченность — ключевой элемент этого альбома. Хотя большинство песен выдержаны в среднетемповом стиле босанова, все они обладают этим обманчиво расслабленным стилем, ритмически уверенным в себе и всегда зажигательным». Крис Мэй, также пишущий для All About Jazz заявил: «Как джаз, Wave аутентичен не больше, чем снимок с обложки, изображающий африканского жирафа, пересекающего бразильский пляж, но он остаётся элегантным и восхитительным альбомом». Эллиот Марлоу-Стивенс в рецензии для Jazz Journal отметил, что альбом получился сочными и экспансивными, а значение этого альбома в истории джаза само по себе делает его достойным прослушивания.
В 2007 году Rolling Stone Brasil поставил его на 92-е место в списке ста величайших музыкальных записей Бразилии. Журнал Guitar Player включил его в свой список 40 величайших альбомов 1967 года.

## Список композиций
Вся музыка написана Антониу Карлосом Жобином, авторы слов указаны ниже.
1. «Wave» — 2:56
2. «The Red Blouse» — 5:09
3. «Look to the Sky» — 2:20
4. «Batidinha» — 3:17
5. «Triste» — 2:09
6. «Mojave» — 2:27
7. «Diálogo» — 2:55
8. «Lamento» (Винисиус ди Морайс) — 2:46
9. «Antigua» — 3:10
10. «Captain Bacardi» — 4:29

## Участники записи
- Аранжировка, дирижёр — Клаус Огерман
- Бас-гитара — Рон Картер
- Валторна — Джозеф Сингер
- Виолончель — Эйб Кесслер, Чарльз Маккракен, Джордж Риччи, Харви Шапиро
- Звукоинженер — Руди Ван Гелдер
- Гитара, клавесин, фортепиано — Антонио Карлос Жобин
- Продюсер — Крид Тейлор
- Скрипка — Бернард Эйхен, Эмануэль Грин, Джин Орлофф, Гарри Лукофски, Ирвинг Спайс, Джозеф Малиньяджи, Джулиус Хелд, Лео Кручек, Льюис Эли, Луис Хабер, Луис Стоун, Пол Гершман, Рауль Полякин
- Тромбон — Джимми Кливленд, Урби Грин
- Ударные — Бобби Розенгарден, Клаудио Слон, Домум Ромао
- Флейта, флейта-пикколо — Джером Ричардсон, Рэй Бекенштейн, Ромео Пенке

Все данные взяты из примечаний к альбому.

## Чарты
| Чарт (1967—1968)                       | Высшая позиция |
| -------------------------------------- | -------------- |
| США (Billboard Top LP’s)               | 114            |
| США (Billboard Best Selling Jazz LP’s) | 5              |